# 도쿄도 제17구
도쿄도 제17구(東京都 第17区)는 일본의 중의원 선거구이다. 1994년 공직선거법으로 신설되었다.

## 지역
- 가쓰시카구
- 에도가와구 일부

## 역대 국회의원
- 히라사와 가쓰에이(소속 정당: 자유민주당, 임기: 1996년 ~ 현재)